# Kitazawa Ayaka
Kitazawa Ayaka (Nhật: 北沢 綾香 (Bắc Trạch Lăng Hương) sinh ngày 21 tháng 4 năm 1989) là một nữ ca sĩ người Nhật Bản nguyên quán tại Saitama, phát hành các sản phẩm âm nhạc dưới nhãn đĩa Key Sounds Label từ năm 2012. Năm 2013, cô thể hiện ca khúc kết thúc cho xê-ri anime Little Busters! ~Refrain~.

## Sự nghiệp
Kitazawa Ayaka yêu thích ca hát từ khi còn bé, và đã từng chơi contrabass suốt những năm trung học. Sau khi tốt nghiệp cấp 3, cô quyết định dành toàn bộ thời gian cho niềm đam mê của mình nên đã ghi danh vào một trường hướng nghiệp chuyên về âm nhạc. Trong quá trình học tập, cô đăng ký tham dự các cuộc thi hát quy mô trong nước như "Jaccom Music Festival" vào tháng 12 năm 2008 và "Seishun! Hamo Nep League" vào tháng 3 năm 2009. Tháng 9 năm 2011, Kitazawa thể hiện một ca khúc trong album của Denshi Kensetsu là Ongaku Shiki Complete Dam, do Victor Entertainment phát hành. Sau khi ra trường, cô ký hợp đồng với công ty quản lý tài năng Sun Music Brain từ năm 2012 đến 2013. Tháng 1 năm 2012, cô thử giọng để trở thành ca sĩ trong album Circle of Fifth của Orito Shinji phát hành sau đó vào tháng 10 bởi Key Sounds Label, và đã được chọn thể hiện sáu bài hát. Đĩa đơn đầu tay của Kitazawa là "Kimi to no Nakushi Mono / Namidairo no Tsubasa" (君とのなくしもの / 涙色の翼) phát hành ngày 6 tháng 11 năm 2013; "Kimi to no Nakushi Mono" đã được dùng làm ca khúc kết phim của xê-ri anime truyền hình Little Busters! ~Refrain~ phát sóng cùng năm. Tháng 4 năm 2014, Key Sounds Label sử dụng website gọi vốn cộng đồng MotionGallery để huy động vốn sản xuất album đầu tay của Kitazawa. Sau hai ngày khởi động, dự án đạt mục tiêu 1 triệu yen, và sau 30 ngày số tiền thu được lên đến 2.707.000 yen. Album đầu tay Nature Couleur của Kitazawa chính thức ra mắt vào ngày 25 tháng 6 năm, 2014. Trong cùng năm, cô tổ chức buổi hòa nhạc trực tiếp đầu tay của mình với sự tài trợ của Key Sounds Label, mang tên "Kitazawa Ayaka Live 2014 ~happy autumn day~", vào ngày 2 tháng 11 ở Ōsaka và biểu diễn lại vào ngày 15 tháng 11 ở Tokyo.

## Danh sách đĩa nhạc

### Album
| 2014                                  | Nature Couleur - Phát hành: 25 tháng 6 năm 2014 - Nhãn đĩa: Key Sounds Label (KSLM-0097) - Định dạng: CD | — |
| "—" biểu thị nhạc phẩm không xếp hạng | |   |

### Đĩa đơn
| Năm  | Đĩa                                              | Thứ hạng trên Oricon | Album |
| ---- | ------------------------------------------------ | -------------------- | ----- |
| 2013 | "Kimi to no Nakushi Mono / Namidairo no Tsubasa" | 28                   |       |

### Xuất hiện trong các album khác
| Năm  | Bài hát | Album                                     | Ghi chú | Tham khảo |
| ---- | --- | ----------------------------------------- | --- | --------- |
| 2011 | "Mizu no Nai Dam" | Ongaku Shiki Complete Dam                 | Album với sự tham gia của nhiều ca sĩ do Denshi Kensetsu sản xuất                                                                     | [ 3 ]     |
| 2012 | "Orpheus (Kimi to Kanaderu Ashita e no Uta) (Ayaka Ver)"                                                                    | Orpheus: Kimi to Kanaderu Ashita e no Uta | Ca khúc chủ đề của sự kiện kỷ niệm 20 năm thành lập Visual Art's.                                                                     | [ 8 ]     |
| 2012 | "Last Word" "Sunbright" "Orpheus (Kimi to Kanaderu Ashita e no Uta) (Ayaka Ver)" "Fortune Card" "Perseids" "Bokura no Tabi" | Circle of Fifth                           | Album với sự tham gia của nhiều ca sĩ do Shinji Orito sản xuất.                                                                       | [ 9 ]     |
| 2014 | "Bokura no Tabi" "Namidairo no Tsubasa" "Kimi to no Nakushi Mono"                                                           | Little Busters! Perfect Vocal Collection  | Một album tổng hợp các ca khúc trong hai visual novel Little Busters! và Little Busters! Ecstasy cùng các chuyển thể anime của chúng. | [ 10 ]    |
| 2015 | "Todoketai Melody" | "Todoketai Melody / Towa no Hoshi e"      | Ca khúc chủ đề của visual novel Harmonia.                                                                                             | [ 11 ]    |

### Xuất hiện trong các album video khác
| Năm  | Bài hát                                                  | Album video                                                                             | Nghệ sĩ       | Ghi chú                                                                              | Tham khảo     |
| ---- | -------------------------------------------------------- | --------------------------------------------------------------------------------------- | ------------- | ------------------------------------------------------------------------------------ | ------------- |
| 2013 | "Sunbright" "Orpheus (Kimi to Kanaderu Ashita e no Uta)" | Visual Art's Daikanshasai Live 2012 in Yokohama Arena: Kimi to Kanaderu Ashita e no Uta | Nhiều nghệ sĩ | "Orpheus (Kimi to Kanaderu Ashita e no Uta)" được tất cả ca-nghệ sĩ tham dự đồng ca. | [ 12 ] [ 13 ] |